# Maridinho de Luxo
Maridinho de Luxo é um filme brasileiro de 1938 dirigido por Luiz de Barros e produzido pela Cinédia. O filme estreou em 08 de Agosto de 1938.

## Sinopse
Patrícia é uma moça rica e mimada. O pai faz-lhe todas as vontades, até mesmo quando ela resolve “comprar um marido”. O escolhido é Marcos e o contrato estipula que em troca de uma vultosa quantia, ele deve submeter-se a todos os caprichos da noiva. No começo Marcos aguenta as idiossincrasias, mas aos poucos vai revoltando-se com a situação, até que se insurge por completo contra ela, sem saber que o amor lhe preparara uma armadilha.

## Elenco
- Mesquitinha	...	Marcos
- María Amaro	...	Patrícia
- Oscar Soares	...	Castro
- Maria Lino	...	Clementina
- Bandeira Duarte	...	Barbosinha
- Ana de Alencar	...	Zélia
- Rodolfo Mayer
- Arnaldo Coutinho	...	Ernesto